# Ivars Zariņš
Ivars Zariņš (ur. 18 kwietnia 1969) – łotewski przedsiębiorca i polityk, od 2011 poseł na Sejm XI kadencji oraz XII kadencji.

## Życiorys
W 1993 ukończył studia informatyczne na Uniwersytecie Łotewskim. Zatrudniony w spółce „Zaļā Pārdaugava” („Zielone Zadźwinie”). W latach 2001–2011 zasiadał w Radzie Komisji Regulacji Usług Społecznych (Sabiedrisko pakalpojumu regulēšanas komisja, SPRK). W wyborach w 2011 uzyskał mandat posła na Sejm XI kadencji w okręgu semigalskim. W wyborach w 2014 uzyskał reelekcję jako kandydat Socjaldemokratycznej Partii „Zgoda”. 